# Víctor Ruiz Iriarte
Víctor Ruiz Iriarte (Madrid, 24 d'abril de 1912 - Madrid, 14 d'octubre de 1982) va ser un dramaturg espanyol.

## Biografia
En els anys quaranta treballa com a crític literari en periòdics com El Sol, ABC, Informaciones o Madrid.
Estrena la seva primera obra, Un día de gloria, en 1943, amb interpretació dels actors integrats en el Teatro Español Universitario (TEU). En 1944 es posa en escena l'obra que li proporciona el reconeixement de la crítica: El puente de los suicidas. La consagració li arriba gràcies a Academia del amor (1946), per la que consegueix el Premi Piquer, de la Reial Acadèmia Espanyola.
Des d'aquest moment i al llarg de les dècades següents collita importants èxits en l'escena madrilenya: El aprendiz de amante (1947), El landó de seis caballos (1950), El gran minué (1950), Juego de niños (1952), La soltera rebelde (1952), La guerra empieza en Cuba (1955), Esta Noche es la Víspera (1958), Un paraguas bajo la lluvia (1965), La señora recibe una carta (1967), La muchacha del sombrerito rosa (1967), Primavera en la Plaza de París (1968), Historia de un adulterio (1969), Las mujeres decentes, El carrusel...Es tracta totes elles de comèdies amables que gaudeixen del favor del públic del moment.
També va col·laborar amb Televisió espanyola amb La Pequeña Comedia (1966-1968), una sèrie d'històries curtes i divertides. Seguirien les seves col·laboracions amb Juego para niños (1970), Buenas noches, señores (1972), protagonitzada per Julia Gutiérrez Caba i El señor Villanueva y su gente (1979), amb Ismael Merlo i Lola Herrera. A més, moltes de les seves obres es van representar en el mític espai Estudio 1.
Entre 1969 i 1974 va ser president de la Societat General d'Autors.

## Obres estrenades (selecció)
- Un día de gloria (1943).
- El puente de los suicidas (1944).
- Don Juan se ha puesto triste (1945).
- Yo soy el dueño (1945).
- Academia de amor (1946).
- El cielo está cerca (1947).
- El aprendiz de amante (1947).
- La señora, sus ángeles y el diablo (1947).
- Los pájaros ciegos (1948).
- Las mujeres decentes (1949).
- El gran minué (1950).
- El landó de seis caballos (1950).
- Cuando ella es la otra (1951).
- La soletera rebelde (1952).
- Juego de niños (1952).
- El pobrecito embustero (1953).
- El café de las flores (1953).
- La cena de los tres reyes (1954).
- Usted no es peligrosa (1954).
- La guerra empieza en Cuba (1955).
- La vida privada de mamá (1956).
- Esta Noche es la Víspera (1958).
- Tengo un millón (1960).
- De París viene mamá (1960).
- El carrusel (1964).
- Un paraguas bajo la lluvia (1965)
- La señora recibe una carta (1967).
- La muchacha del sombrerito rosa (1967).
- Primavera en la Plaza de París (1968).
- Historia de un adulterio (1969).
- Buenas noches, Sabina (1975).

## Premis
- Premio Nacional de Teatro per Juego de niños (1952).
- Premio Nacional de Literatura de España (1967).
- Premi Nacional de Televisió (1967).
- Antena de Oro 1967
- Clavell de Sitges (1968).